# Запоріжжя (Синельниківський район)
Запорі́жжя — село в Україні, у Синельниківському районі Дніпропетровської області. Входить до складу Миколаївської сільської громади. Населення становить 123 особи. До 2017 року орган місцевого самоврядування - Васильківська сільська рада.

## Історія
12 червня 2020 року, відповідно до розпорядження Кабінету Міністрів України № 709-р від «Про визначення адміністративних центрів та затвердження територій територіальних громад Дніпропетровської області», увійшло до складу Миколаївської сільської громади.
19 липня 2020 року, в результаті адміністративно-територіальної реформи та ліквідації  Петропавлівського району, село увійшло до складу новоутвореного Синельниківського району.

## Географія
Село Запоріжжя знаходиться на відстані 1 км від селища Васильківське і села Сидоренко. Через село проходить автомобільна дорога Т 0431.

## Населення

### Мова
Розподіл населення за рідною мовою за даними перепису 2001 року:
| Мова       | Кількість | Відсоток |
| ---------- | --------- | -------- |
| українська | 106       | 86.18%   |
| російська  | 15        | 12.20%   |
| румунська  | 2         | 1.62%    |
| Усього     | 123       | 100%     |